# Lubomierz
Lubomierz je město v Polsku v Dolnoslezském vojvodství v okrese Lwówek Śląski ve stejnojmenné gmině. V letech 1975–1998 patřilo pod Jelenohorské vojvodství. Nachází se ve Frýdlantské pahorkatině.
V roce 2011 zde žilo 2026 obyvatel.

## Historie

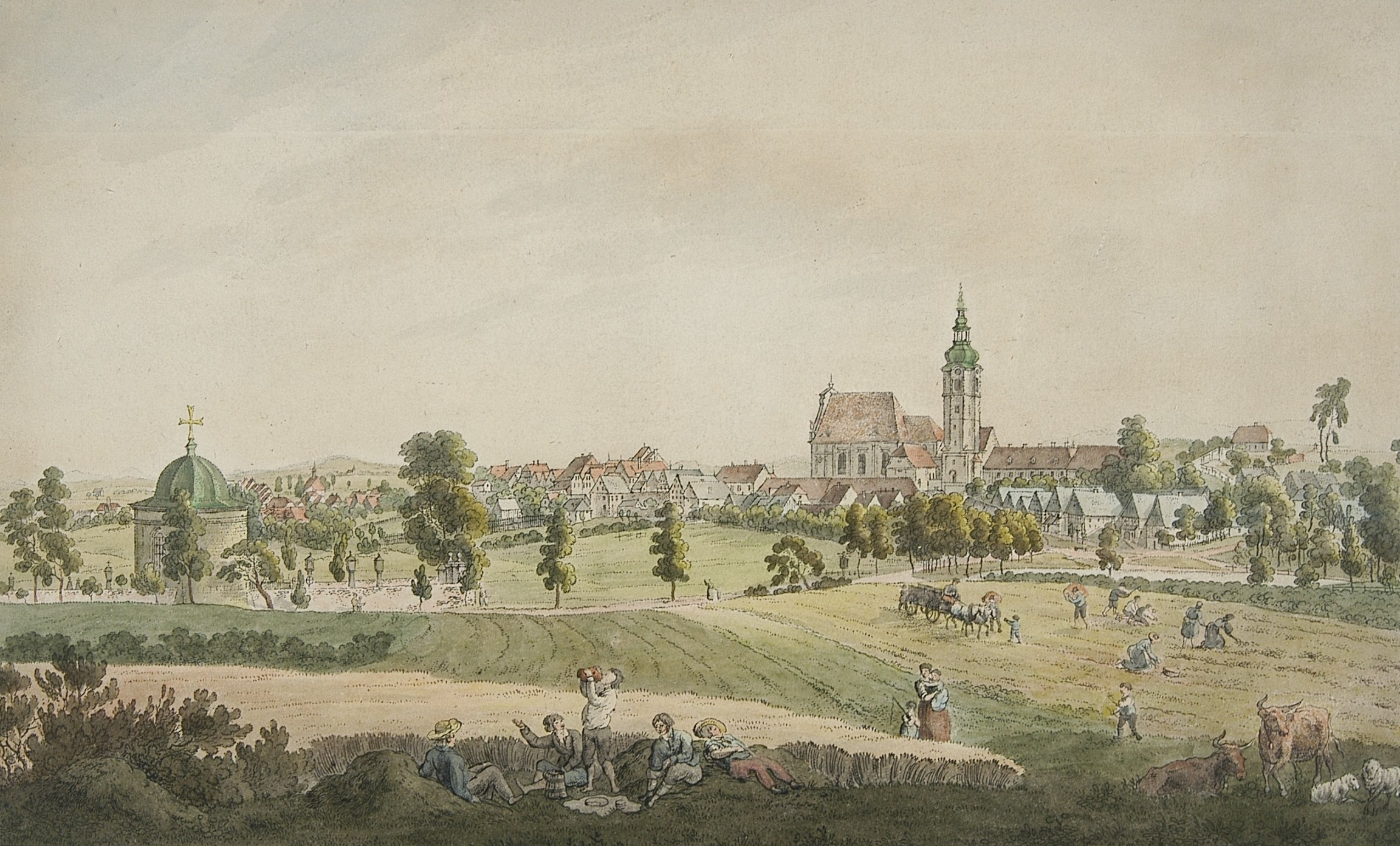
Panorama města s klášterem benediktinek, kolem roku 1832

Na místě Lubomierze pravděpodobně existovala už ve 12. století obchodní osada při dálkové obchodní stezce z Prahy do Zhořelce a dále do Hamburgu. Nazývala se latinsky Leo valliensis, německy Löwenthal (Lví údolí). Od roku 1251 byla ves vedena pod takzvaným německým právem. Roku 1287 zde Jutta z Lubomierze (Jutta von Liebenthal) založila klášter sester benediktinek s kostelem. V roce 1291 udělil svídnicko-javorský kníže Boleslav I. Surový obci městská práva. Roku 1426 městečko vyplenili husité. Narodil se zde krakovský knihtiskař Hieronym Wietor, který pro krále Zikmunda I. Starého založil jednu z prvních slezských tiskáren, v tiskařské tradici pokračovaly i zde rodiny Scharffenbergů a Siebeneycherů. Roku 1802 zachvátil město velký požár a roku 1810 došlo k sekularizaci kláštera. V letech 1845-1946 působily v klášteře sestry voršilky.
Středověký urbanistický ráz se řadou měšťanských historických domů se dochoval i díky tomu, že město bylo za druhé světové války uchráněno před zničením.

## Památky
- Kostel Nanebevzetí Panny Marie a sv. Materna - významná stavba slezského baroka, dominanta města; na oltářích barokní sochy sv. Materna, Benedikta, Scholastiky, Hedviky, Bernarda. Floriána a sv. Václava; v sakristii expozice precios a parament; pod kostelem krypta s hrobkami - je přístupná
- Bývalý benediktinský klášter sv. Materna a Benedikta s domem abatyše; roku 1810 byl zrušen. Roku 1814 budovy koupil obchodník Christian Jakob Salice-Contessa; později sídlo dívčí školy sester voršilek
- Bývalý evangelický kostel
- Hřbitovní kostel sv. Anny (1669)
- Radnice
- Tkalcovský dům - renesanční stavba na rynku, nyní sídlo Muzea Kargula a Pawlaka (venkovských hrdinů z polské filmové komedie Sami swoi, která se zde natáčela)
- Kašna se sochou sv. Materna na barokním tordovaném sloupu
- Mariánský sloup
- Most na řece Olszyniec z roku 1831
- Budova zrušeného železničního nádraží z roku 1885.

## Slavnosti
Každoročně se 15. srpna koná mariánská pouť, zároveň se pořádá festival filmových komedií.

## Osobnosti
- Narodil se zde krakovský tiskař Hieronymus Vietor.
- Christian Jakob Salice-Contessa (1767-1825) - velkoobchodník a spisovatel romantismu, přátelil se s E.T.A. Hoffmannem, pohřben ve zdejším kostele

## Partnerská města
- Wittichenau, Německo
- Mszana Dolna, Polsko

## Galerie

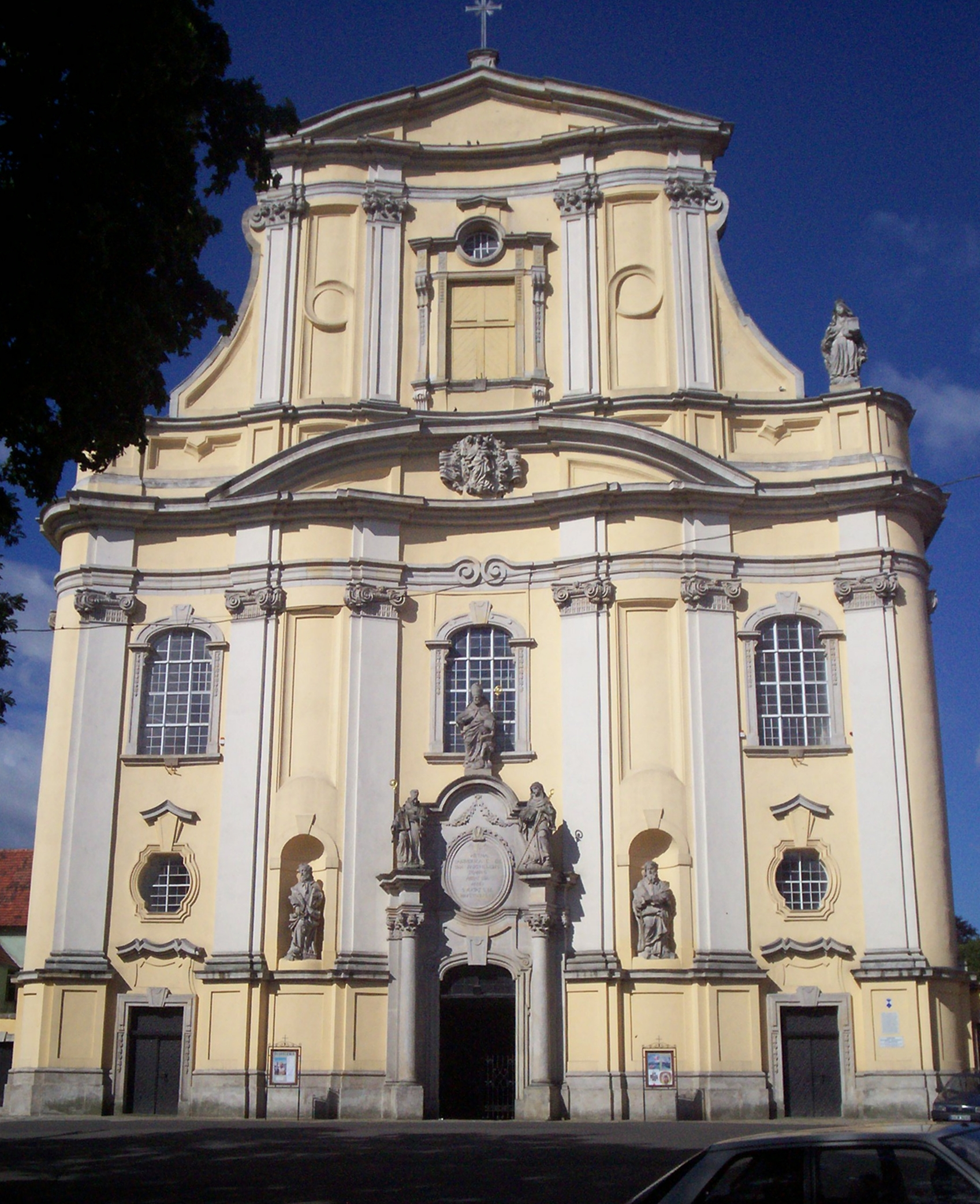
Kostel Nanebevzetí Panny Marie a sv. Materna
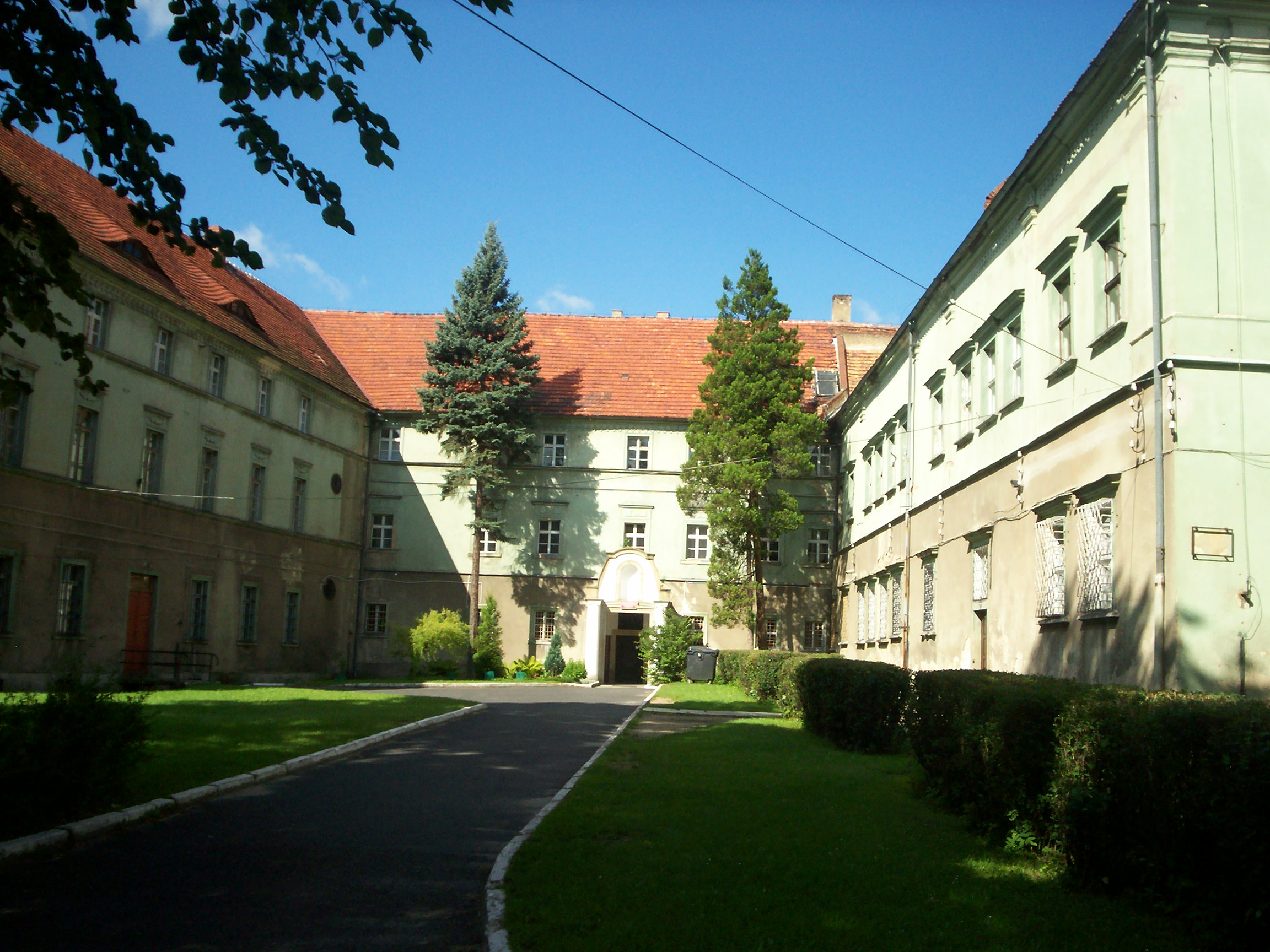
Klášter benediktynek
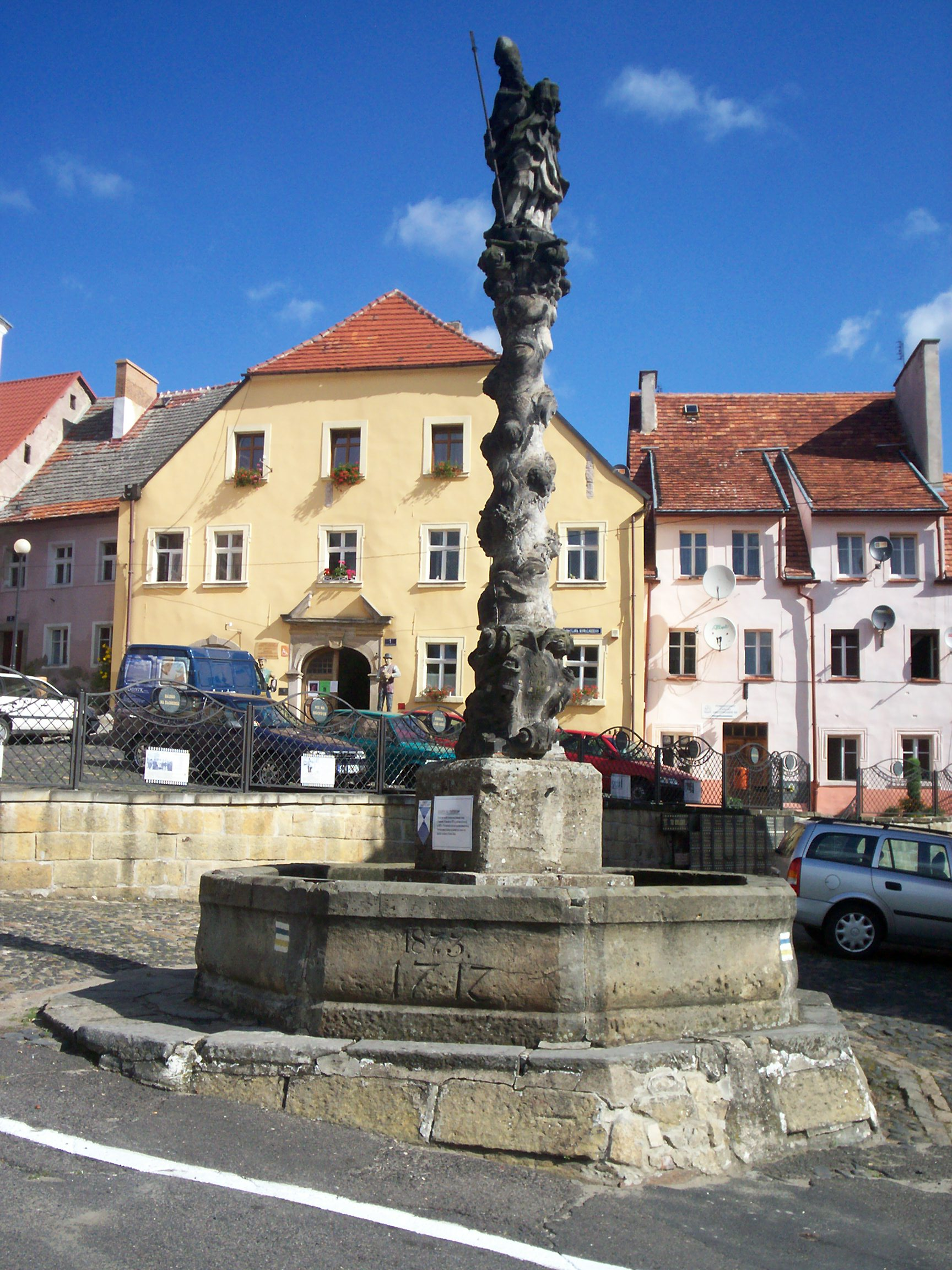
Kašna se sloupem sv. Materna
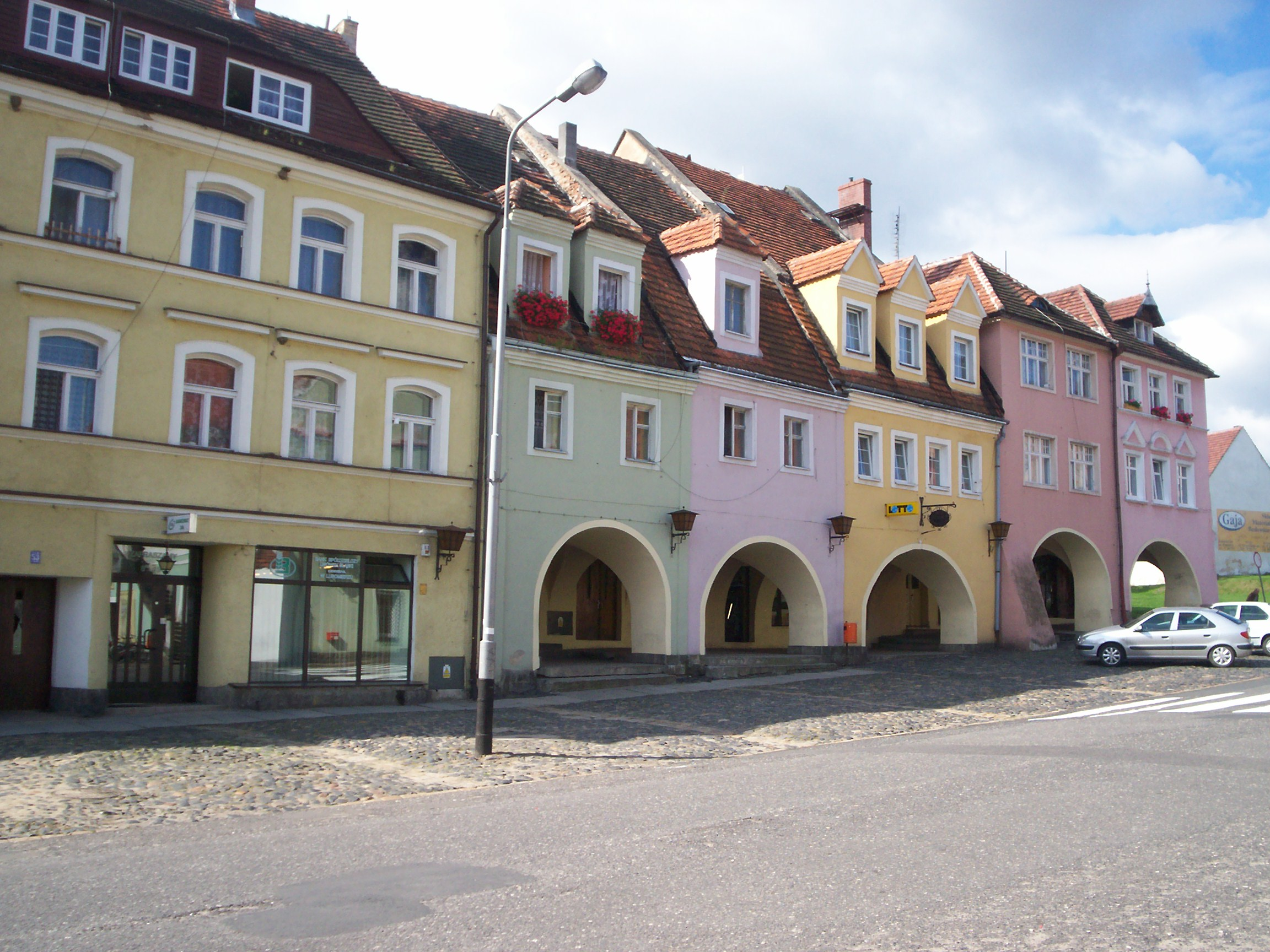
Domy na rynku
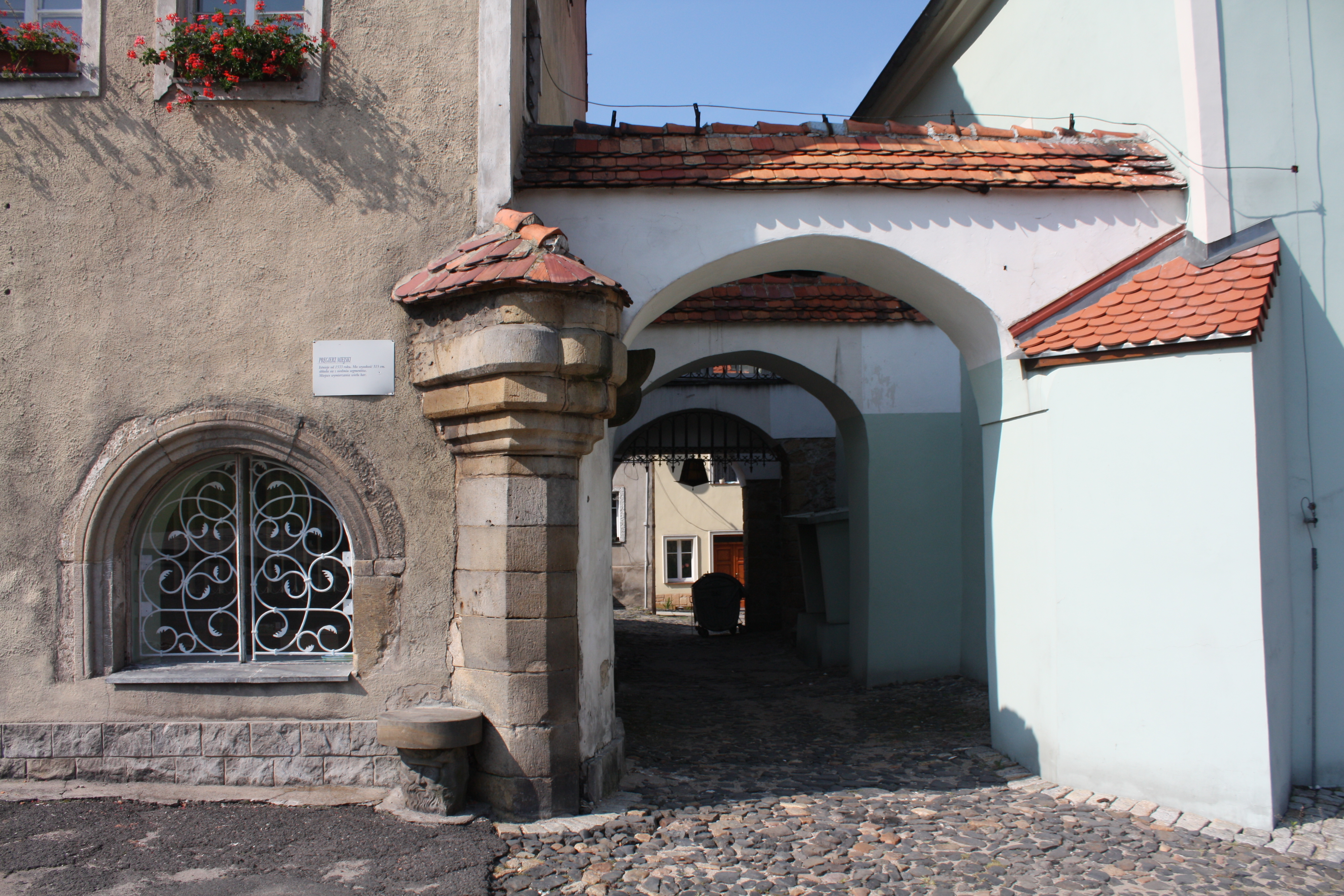
Průchod
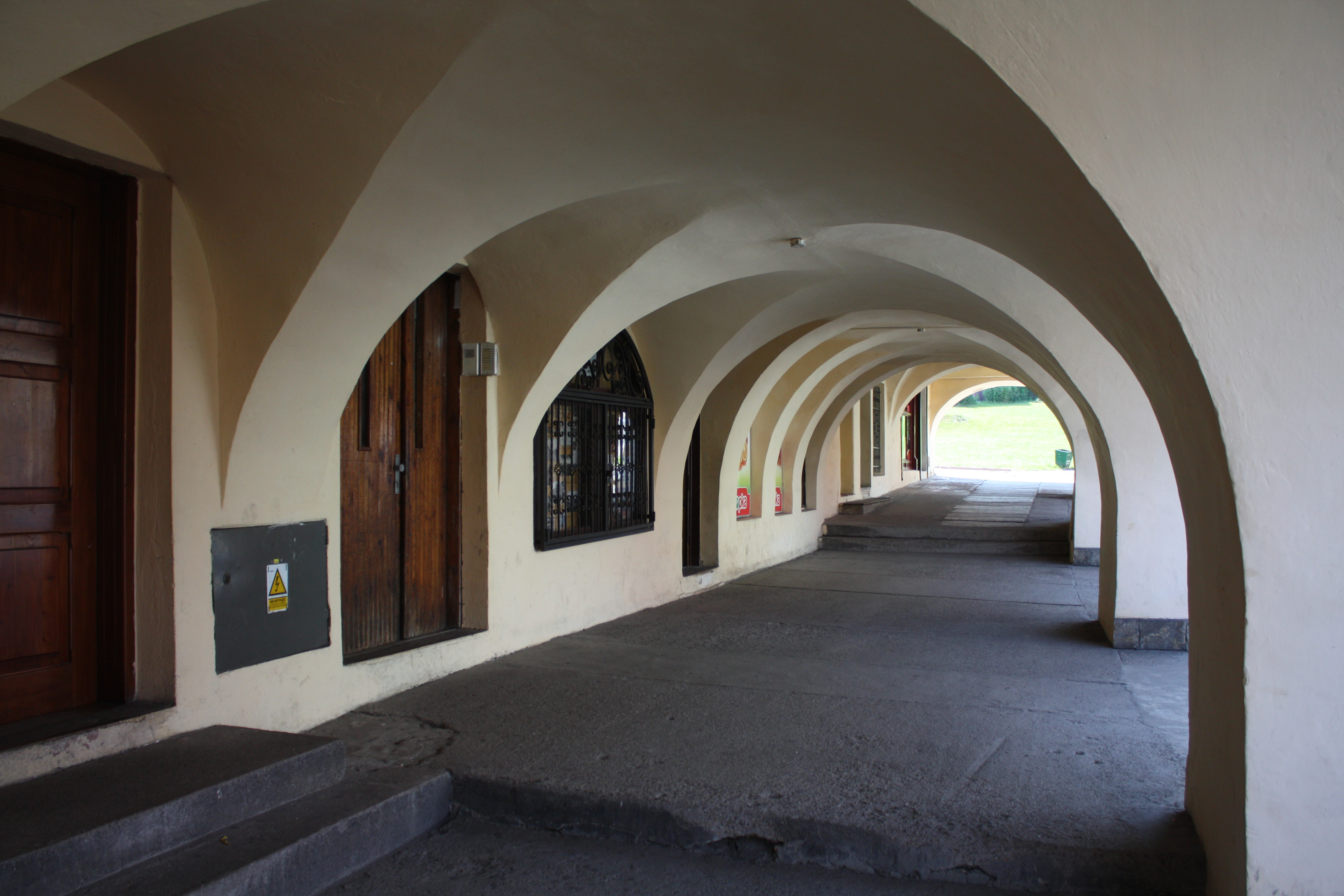
Podloubí
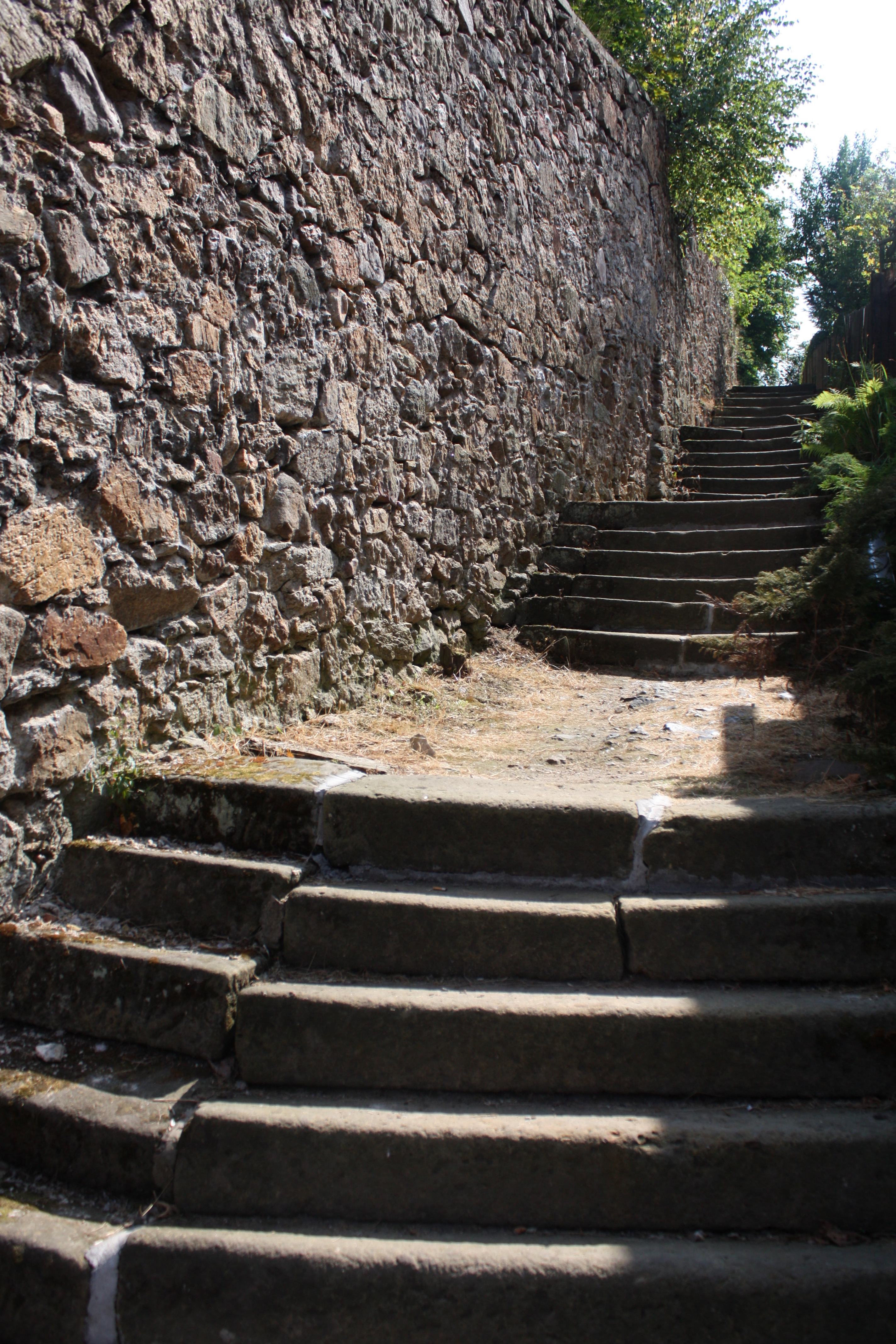
Parkán
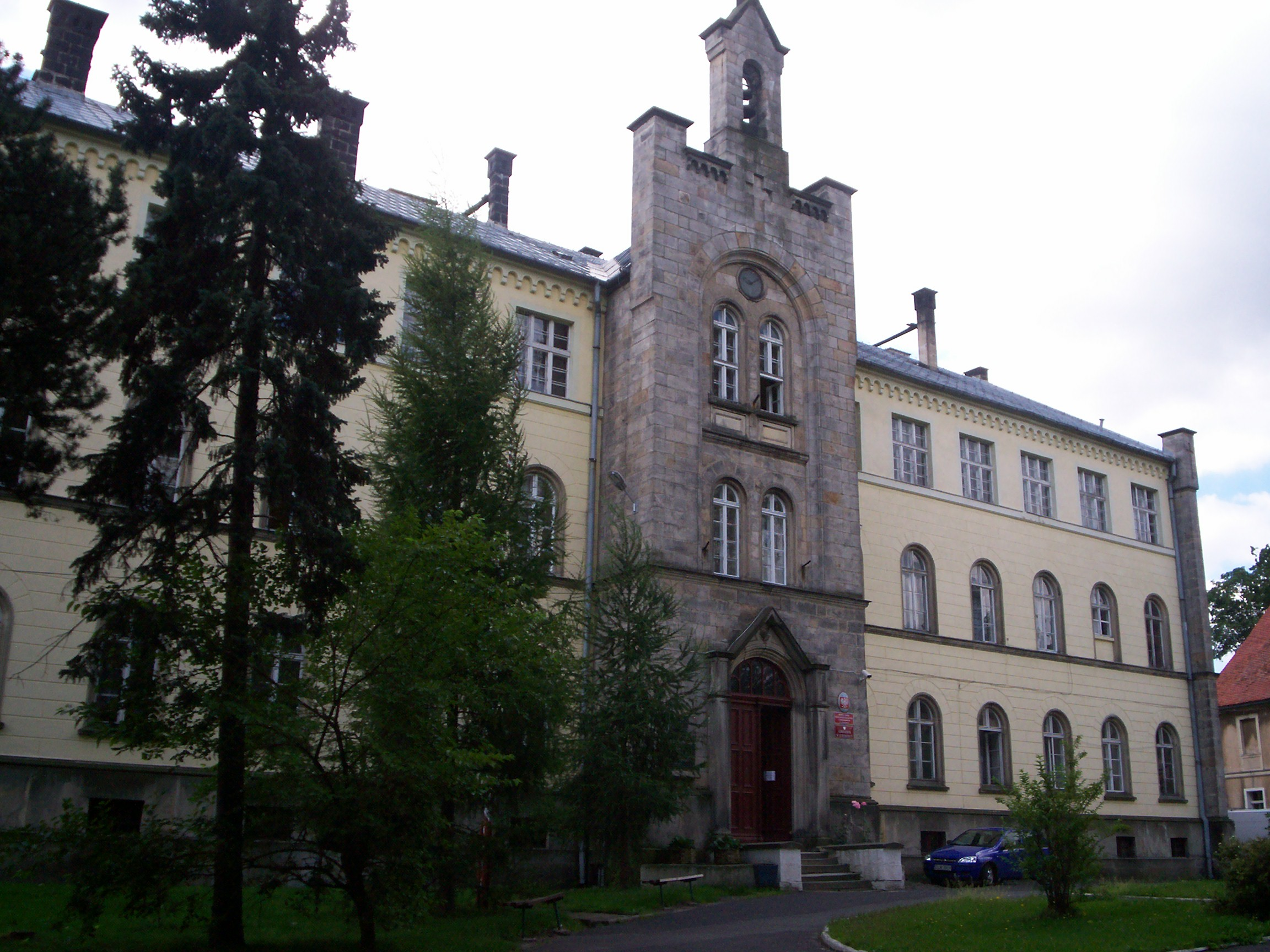
Gymnázium
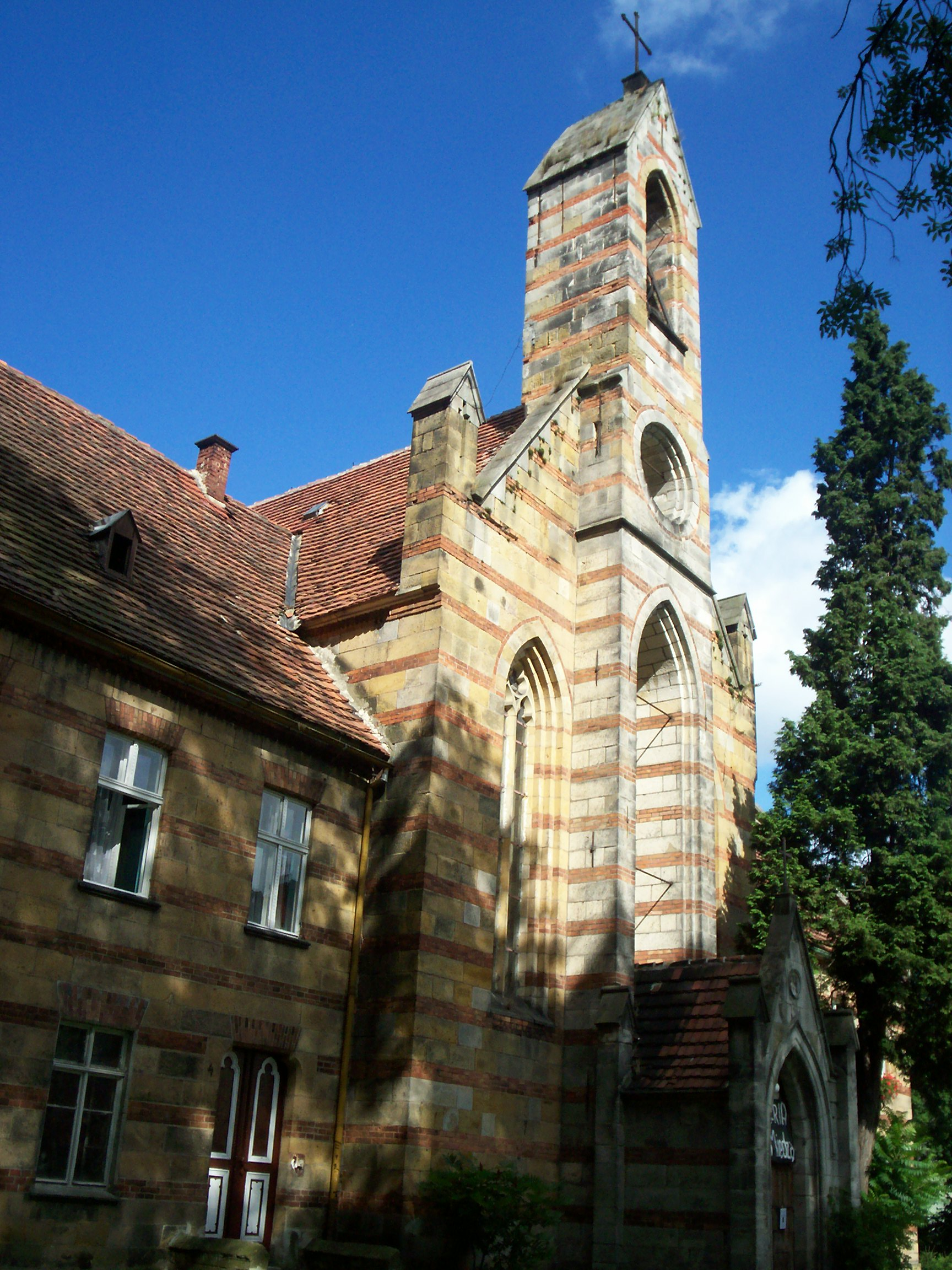
Evangelický kostel
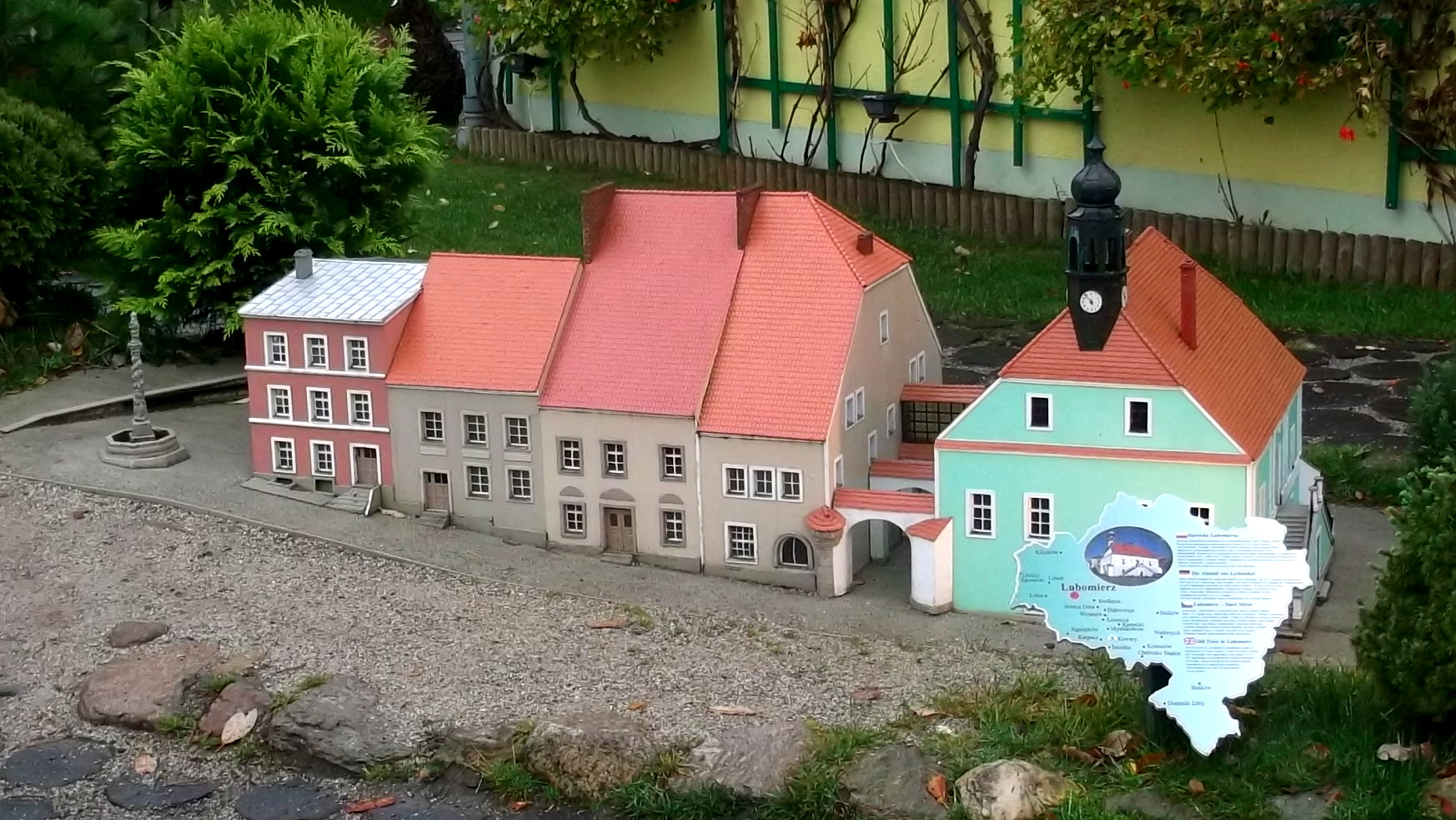
Park miniatur památek Dolního Slezska v Kowarach - Lubomierz